# Я — мене — мені (і довкруги)
Я — мене — мені (і довкруги) (також Я — мене — мені… (і довкруги)) — автобіографічні спогади в 2 частинах («в Україні» та «в Європі») Юрія Шевельова, українсько-американського славіста-мовознавця, історика української літератури, літературного і театрального критика, викладача в Гарвардському університеті, пізніше професора Колумбійського університету, іноземного члена НАН України (1991 р.), президента УВАН (1959—1961 рр., 1981—1986 рр.), лауреата Національної премії України імені Тараса Шевченка (2000).

## Історія і зміст
Поява книги була зумовлена не стільки прагматичними цілями, але й психологічним: потребою Юрія Шевельова розібратися в собі та надати зріз суперечливої доби.
Перша книга мемуарів охоплює проміжок від дитинства до часу закінчення Другої світової війни та еміграції автора до Німеччини у 1944 р., зокрема: автор описує про події 1914 року перед початком Першої світової війни, саму Першу світову війну, революції лютого і жовтня 1917 року, зміни влади під час Визвольних змагань, НКВС і допити, «розстріляне відродження», окупацію Галичини 1939 року, окупацію та війну 1941—1944 років, свій рід та родину.
Ю.Шевельов також протягом тексту надає характеристику таким постатям, своїм сучасникам, як: Л. Булаховському, М. Глобенку, Л. Догадьку, Р. Єндику, І. Журбі, М. Кулішу, Ю. Липі, В. Міяковському, М. Скрипнику, М. Хвильовому та іншим.
Друга частина мемуарів описує життя автора в Європі, вона датована 1999 роком, показує шлях Ю. Шевельова після від'їзду з України навесні 1944 року та до переїзду за океан у 1952 році.
Третя частина — «В Америці», — про яку Юрій Шевельов говорив в інтерв'ю, не була написана, однак про головний конфлікт тамтешнього життя, який призвів до тривалої недооцінки його наукових праць у середовищі західних філологів-славістів, можна дізнатись з нарису «Мої зустрічі з Романом Якобсоном» 1988 р..

## Значення
Спогади, вочевидь, є найціннішим джерелом біографії Ю. Шевельова. Так, у мемуарах також пояснюється походження літературного псевдоніму Ю. Шевельова — Юрій Шерех. Псевдонім був передусім «протестом, щирим до одчаю, проти радянської системи, і прямим породженням її, в антитезі».
Однак мемуаристика в багатому доробку Ю.Шевельова займає не менше місце, ніж дослідження в царині славістики та культурології. В цілому, завдяки аналітичному осмисленню суспільно-історичного контексту 1930—1950 рр. ХХ ст., «Я — мене — мені (і довкруги)» є не лише автокоментарем до наукового доробку вченого та біографічним джерелом, але й авторитетним документом доби та джерелом вивчення історії української журналістики.
Серед іншого, автобіографія також є цінним джерелом для дослідження газет тоталітарної доби. Так, слова «преса», «газета», «газетний» у спогадах Шевельова набуває таких контестів:
1. Місце роботи автора.
2. Засіб інформування.
3. Фальсифікатор подій.
4. «Права рука НКВД/КГБ»
5. Залякування, сигнал подальшого арешту.
6. Огидна і небезпечна робота.
7. Занепад новоствореної періодики.
8. Брак цінностей[5].

У спогадах відображено процеси, які відбувалися в українській мові під тиском тоталітарного режиму й позначалися передусім на періодичних виданнях, які були безпосереднім рупором влади. Періодику 1920-х — початку 1940-х рр. автор характеризує як збіднену змістом і мовою, як повністю підкорену завданням влади, Ю. Шевельов позначає її глибоко негативною оцінкою. В характеристиці Ю.Шевельова як очевидця, преса у тоталітарному режимі виконує переважно функції впливу та моделювання ідеологізованої картини світу й лише зрідка інформування. Вона характеризується зловживанням запозиченням слів іншомовного походження, евфемізацією та збідненням словникового запасу.
Таким чином, спогади Ю. Шереха є безцінним джерелом як для вивчення історії української журналістики та літературної критики, так і для осягнення творчої лабораторії автора.